# Amerigo Vespucci (A 5312)
Amerigo Vespucci (A 5312) je talijanski školski jedrenjak u sastavu Talijanske ratne mornarice. Ime je dobio po talijanskom pomorcu Amerigou Vespucciju. Kako bi održala tradiciju i uvježbavala nove pomorske časnike, poput većine drugih ratnih mornarica i talijanska rabi školske brodove s pogonom na jedra, tako da se danas kao školski brod za izobrazbu pitomaca Pomorske akademije rabi pomorski veteran bark-križnjak Amerigo Vespucci dovršen još 1931. godine.

## Povijest talijanskih školskih jedrenjaka
Većina ratnih mornarica posjeduje i rabi školske brodove s pogonom na jedra, kako bi održala tradiciju i vježbala pomorske časnike koji će znati cijeniti more i njegove ćudi. Talijanska ratna mornarica (tal. Marina Militare) također ima nekoliko školskih jedrenjaka, od kojih je najveći i najljepši pomorski veteran Amerigo Vespucci, dovršen još 1931. godine za tadašnju Kraljevsku mornaricu (Regia Marina) i nalik nešto starijem blizancu Cristoforo Colombo.
Suvremena talijanska mornarica nastala je 17. ožujka 1861. spajanjem brodovlja država koje su se udružile pod zajedničkom krunom kralja Viktora Emanuela II. (tal. Vittorio Emanuele II.), a vatreno krštenje imala je pet godina kasnije, tijekom Viškog boja protiv austrijske flote 20. srpnja 1866. Premda je heterogeno talijansko brodovlje tu bitku izgubilo, Italija je zajedno s Pruskom bila na pobjedničkoj strani i prema odredbama mirovnog sporazuma dobila je Veneciju. Rat protiv Austrije pokazao je kako je pomorskim časnicima potrebno bolje sustavno školovanje. Prva talijanska mornarička akademija (tal. Scoula ufficiali) osnovana je u Genovi, a pridružen joj je i prvi školski jedrenjak, fregata "R.N. San Michele", dovršena 1841. Postojale su još dvije nautičke škole u Livornu i Napulju, ali su ustanove u Napulju i Genovi 1868. spojene u jednu: kadeti su prve dvije godine bili na školovanju u Napulju, a sljedeće dvije u Genovi. Zajednička Kraljevska pomorska akademija (tal. Regia Accademia Navale) osnovana je 1878. u Livornu, prvobitno u zgradi bivše bolnice San Jacopo, a 6. studenog 1881. preselila je u novu zgradu. Program školovanja djelomice je ujednačen do 1913., premda su do 1926. talijanski pomorski (navigacijski) i strojarski časnici imali odvojenu nastavu. „Zastavni brod“ male flote školskih jedrenjaka od 1882. do 1900. bila je fregata "R.N. Vittorio Emanuele", brod na jedra s pomoćnim parnim strojem, izgrađen 1856., a otpisan 1900. godine. Kao školski jedrenjak služila je i korveta "R.N. Caracciolo" (izgrađena 1869.), barkantina "R.N. Cristoforo Colombo" (1876.), brig (brigantina) "R.N. Chioggia" (1877.), bark "R.N. Flavio Gioia" (1883.) i njegov "polublizanac" "R.N. Amerigo Vespucci" (1882.), prvi talijanski školski jedrenjak koji je nosio to slavno ime. Manjih izmjera bile su korvete "R.N. Etna" (1885.) i "R.N. Curtatone" (1887.), te škune ili brigantine "R.N. Miseno" (1886.) i "R.N. Palinuro" (1887.). U razdoblju od 1907. do 1910. kao školski brod privremeno je služila i stara parna kolonijalna krstarica "R.I. Etna", ali je školovanje pitomaca potom ponovno nastavljeno na jedrenjacima.
Veliki barkovi (križnjaci, odnosno brodovi s križnim jedrima) "R.N. Flavio Gioia" i "Amerigo Vespucci (I)" bili su u talijanskoj mornarici klasificirani kao korvete s vijkom (tal. corvetta ad elica). Prvi je građen u brodogradilištu Castellamare di Stabia u Napulju, a drugi u arsenalu u Veneciji. Kao školski brodovi služili su od 1892., odnosno 1893. do 1925., kad ih je napokon trebalo zamijeniti novijim jedinicama. Ostali spomenuti školski jedrenjaci bili su otpisani još ranije, poput "R.N. Misena" i "Palinura", koji su napustili službu 1920.

## Povijest broda
Projekt jedrenjaka "R.N. Flavio Gioia" i njegovog blizanca "R.N. Ameriga Vespuccija" poslužio je kao uzor za gradnju novog školskog broda, nazvanog "R.N. Cristoforo Colombo" (istoimeni prethodnik otpisan je još 1891.). Glavni projektant bio je kapetan fregate Francesco Rotundi, a kobilica jedrenjaka "R.N. Cristoforo Colombo" položena je 1926. u kraljevskom pomorskom arsenalu (tal. Regio Cantiere) Castellamare di Stabia. Riječ je o brodu s križnim jedrima, odnosno jedriljem barka ukupne površine 1900 m2, istisnine 3513 tona, duljine na vodnoj crti 78,3 m, širine 14,8 m i gaza 6,4 m. Trup je bio građen od čelika, a jedrenjak je imao pomoćni dizel-električni pogon ukupne snage 1176,47 kW (1600 KS). Najveća brzina bila mu je 11 čvorova, a ukrcavano je 180 tona dizelskog goriva. "R.N. Cristoforo Colombo" bio je naoružan sa šest topova kalibra 76 mm, a stalnu posadu (uz ukrcane kadete pomorske akademije) činila su 22 časnika i 228 mornara. Jedrenjak je dovršen 1928. i ostao je na popisu talijanskog brodovlja do 1947., kad je predan bivšem Sovjetskom Savezu. Od 1949. plovio je pod sovjetskom zastavom pod novim imenom Dunaj, a otpisan je i izrezan 1961.
"R.N. Cristoforo Colombo" poslužio je kao uzor za gradnju "blizanca" veće istisnine, dimenzija, površine jedrilja i pomoćnog pogona veće snage. Projektant je ponovno bio kapetan fregate Rotundi, a jedrenjak je također građen u Regio Cantiere Castellamare di Stabia. Gradnja je započela 1929., kobilica je položena 12. svibnja 1930., brod je porinut 22. veljače 1931. i kršten "R.N. Amerigo Vespucci".
Dva školska broda bila su nazvana po slavnim talijanskim pomorcima. Genovežanin Cristoforo Colombo je tražeći na zapadu novi put do Indije otkrio kontinent kasnije nazvan Amerika, a relativno manje poznati Firentinac Amerigo Vespucci istraživao je u Španjolskoj i portugalskoj službi obale Sjeverne i Južne Amerike tijekom četiri putovanja u razdoblju od 1499. do 1507. Novi kontinent je prema njemu nazvan Amerika, a to se ime prvi put spominje u atlasu koji je 1507. objavio njemački kartograf Martin Waldseemller. Zanimljiv je podatak kako se pomorac Flavio Gioia iz Amalfija (prema kome je nazvan uzor tih školskih jedrenjaka) smatra izumiteljem ili prvim korisnikom kompasa za brodsku navigaciju.
R.N. Amerigo Vespucci stupio je u službu 15. svibnja 1931., potpuno je dovršen 2. srpnja iste godine i odmah je krenuo na prvo od niza školskih krstarenja. Početkom II. svjetskog rata R.N. Amerigo Vespucci i Cristoforo Colombo prebačeni su iz Ligurskog mora na Jadran, a nova matična luka bila im je Trst. Tijekom rata i dalje su obavljana školska krstarenja na Jadranskom i Jonskom moru, a velikim blizancima se 1941. u Trstu pridružio i školski jedrenjak "R.N. Palinuro", bivša Vila Velebita, zaplijenjeni brod Državne pomorske nautičke akademije u Bakru.
Izravno prije sklapanja primirja između Italije i Saveznika tri su jedrenjaka 8. rujna 1943. poslana iz Trsta u Pulu, gdje su 9. rujna primili zapovijed da proslijede u Boku kotorsku. Ta je zapovijed nakon isplovljenja poništena i brodovi su poslani u Brindisi. Putem je Palinuru ponestalo ugljena i kotlovne vode. R.N. Amerigo Vespucci je tijekom noći 9./10. rujna teglio manji jedrenjak, ali je R.N. Palinuro ujutro poslan ukrcati gorivo u Ortoneu, gdje su ga zaplijenili i potopili Nijemci. Dva velika jedrenjaka su bez teškoća stigla u južni dio Italije i preživjela rat. Veći dio talijanske ratne mornarice (krstarice, razarači, torpiljarke i manji brzi brodovi) je do kraja rata djelovao na strani Saveznika, ali je dio brodova prema odredbama sporazuma sklopljenog 1947. ipak predan Saveznicima u ime ratne odštete, primjerice Cristoforo Colombo bivšem Sovjetskom Savezu 1949. godine.
| Jedrenjak Amerigo Vespucci u Veneciji, Italija |  | Jedrenjak Amerigo Vespucci u Veneciji, Italija |
| Jedrenjak Amerigo Vespucci u Veneciji, Italija |  |                                                |

| Jedrenjak Amerigo Vespucci u luci Bari, Italija |  | Jedrenjak Amerigo Vespucci u luci Bari, Italija |
| Jedrenjak Amerigo Vespucci u luci Bari, Italija |  |                                                 |

Italija je prema odredbama mirovnog sporazuma smjela zadržati Amerigo Vespucci, koji je osuvremenjivan nekoliko puta (1951., 1958., 1964., 1973., 1984.) i ponovno djelomice tijekom 1999./2000. godine. Vlasnik broda je Pomorska akademija ratne mornarice (tal. Accademia Navale) u Livornu, a matična luka je La Spezia. Amerigo Vespucci nosi flotnu oznaku A 5312, koja nije napisana na brodskom boku. Kasnije su Pomorskoj akademiji predani i drugi školski jedrenjaci, od kojih je najveći novi Palinuro (bivši francuski ribarski jedrenjak Commandant Louis Richard), a manje jahte i jedrilice su Corsaro II, Stella Polare, Caroly i Cristoforo Colombo II. Pitomci Pomorske akademije u Livornu kreću na tromjesečno krstarenje Amerigom Vespuccijem nakon prve godine nastave. Kasnija praktična nastava obavlja se na suvremenijim brodovima, poput školskog i desantnog broda San Giusto (L 9894) klase San Giorgio, školskim brodovima klase Aragosta (bivšim minolovcima klase Ham) ili aktivnim ratnim brodovima flote.
Tijekom 70 godina službe Amerigo Vespucci je s ukrcanim kadetima pomorske akademije i pitomcima-dočasnicima isplovio na mnoštvo kratkih i više od 60 duljih ljetnih vježbovnih krstarenja, koja su trajala od tri do pet mjeseci. Čest je gost na međunarodnim regatama nazvanim "Sail" i drugim svečanim prigodama. Prigodom proslave 500. obljetnice otkrića Amerike boravio je 1992. u Sjedinjenim Američkim Državama, posjetio Puerto Rico, kao i Barcelonu tijekom Olimpijade, a za 133 dana je preplovio ukupno 14.270 nautičkih milja. Potkraj svibnja 1996. i u razdoblju od 21. do 25. rujna 1998. brod je posjetio Hrvatsku i boravio u Splitu kao gost Hrvatske ratne mornarice. Tijekom lipnja 2000. sudjelovao je na međunarodnoj regati "Tall Ship Race 2000" duljine 3500 Nm, od Cadiza do Bermudskog otočja, kamo je stigao drugi, a pobijedio je njemački bark Gorch Fock. Nakon toga je 4. srpnja slijedio svečani mimohod u New Yorku prigodom američkog Dana nezavisnosti na kojem je bilo nazočno oko 300 brodova.

## Izgled i brodski pogon
Trup broda građen je po uzoru na spomenutu fregatu R. N. Flavio Gioia, ali je povišen i nalik bivšim fregatama i linijskim brodovima na jedra, posebice zbog dvije bijele vodoravne crte uzduž bočnih okana na crnim bokovima, kao kod bočnih topovskih bitnica. Taj tropalubni brod građen je od čelika i bogato ukrašen: na pramcu su pozlaćene rezbarije i kip (pulena) Ameriga Vespuccija, a na krmi raskošna galerija. Brod ima kosnik i tri jarbola za križna jedra, standardna istisnina mu je 3543 tone, a najveća 4146 tona. Duljina broda između okomica je 70 m, duljina na vodnoj crti 82,4 m, a najveća duljina, uključujući kosnik 101 m. Širina trupa je 15,5 m, a zajedno s brodicama na vanjskim sohama 20,964 m, dok je gaz od 6,8 do 7,057 m. Trup je širok kako bi se poboljšala stabilnost, a brod nije namijenjen postizanju velike brzine.
Velejarbol je visok 54,02 m (od morske površine do vrha jarbola), a glavno deblo velejarbola visoko je 22,7 m do prvog koša. Najdulja oblica jedra dugačka je 28 m. Glavna debla sva tri jarbola su od čelika, a košni i vršni nastavci od drveta. Drvena je i paluba od tikovine debljine 65 mm, kao i drugi dijelovi snasti i opreme, primjerice trostruki kotač kormila na krmi i pomoćne brodice. Tri neprekinute palube su gornja paluba (tal. coperta), bitnička paluba (tal. batteria; premda brod nema bočnu bitnicu kao njegovi prethodnici poput britanskog HMS Victoryja i austrijskog SMS Kaisera, građenog u Puli) i srednja paluba (tal. corridoio). Jedrenjak ima povišeni pramčani kaštel i krmeno nadgrađe (krmnicu ili kasar), u kojoj su prostorije zapovjednika broda i raskošni admiralski salon. Na krmenom nadgrađu nalazi se i otvoreni zapovjedni most. Iza pramčanog jarbola je srednje nadgrađe sa zatvorenim zapovjednim mostom koji je natkriven pleksi-staklom. Iza njega je visok stup dizalice, a u sredini trupa dimnjak za ispušne plinove pomoćnog pogona.
Na palubi i na sohama može se nositi ukupno 11 brodica, od čega dvije motorne (jednu admiralsku i jednu za zapovjednika broda) i četiri na vesla za vježbanje pitomaca. Amerigo Vespucci ima dva klasična palubna sidra s poprečnom gredom koja se nalaze na palubi s obje strane pramca.
Glavni pogon su jedra ukupne površine od 2100 m2 do najviše 2900 m2. Na krmenom jarbolu razapeta je sošnjača površine 145 m2 i četiri križna jedra: stražnja donja košnjača površine 81 m2, stražnja gornja košnjača (58 m2), stražnja sljemenjača (58 m2) i stražnja vršnjača (32 m2). Na glavnom ili velejarbolu razapinje se pet križnih jedara; glavna debljača je najveće brodsko jedro i ima površinu 345 m2, dok su ostala jedra manja: glavna donja košnjača (160 m2), prednja gornja košnjača (110 m2), prednja donja sljemenjača (93 m2) i prednja gornja sljemenjača (49 m2). Između jarbola razapinju se po dva letna jedra (letke): između krmenog i glavnog jarbola su stražnja letka i stražnja letkica, površine 45 odnosno 47 m2, a između glavnog i pramčanog jarbola glavna donja i glavna gornja letkica, površine 102 m2 i 104 m2. Na pramcu su četiri prečna jedra (prečke), razapeta između kosnika i pramčanog jarbola (letnjača/66 m2, prečnjača/108 m2, prečka/99 m2) i prečkica/105 m2, dopunjena još jednim vršnim letnim jedrom površine 99 m2. Uvježbana posada može postaviti sva jedra tijekom 20 minuta. Snast uključuje i 47.000 metara konopa od čelika i kudjelje raznih promjera.
Pomoćni dizel-električni pogon tipa Ward-Leonard prvobitno su činila dva dizel-generatora Fiat Q.4261 ukupne snage 1397,06 kW (1900 KS) i dva elektromotora koji pokreću jedan vijak ("polubrat" Cristoforo Colombo je navodno imao dva vijka). Poslije rata su ugrađeni dizel-generatori Tosi E6 iste snage, a tijekom osuvremenjavanja 1984. brod je dobio jače dizelske motore-generatore Fiat B 306 ESS i pogonske elektromotore Marelli ukupne snage 1471 kW (2000 KS). Najveća brzina pod punim jedrima je do 15 čvorova, a pri plovidbi strojem od 10 do 11 čv. Doplov pri plovidbi strojem je 5450 Nm brzinom do 6,5 čv. Četiri manja dizel-generatora proizvode struju napona 115 volti, a brod je opremljen i suvremenim klimatskim uređajima.

## Posada, naoružanje i oprema
Posadu su prvobitno činila 24 časnika i 421 mornar (uključujući i 150 kadeta Pomorske akademije i škole za dočasnike "nocchieri"), a u posljednje doba brod ima stalnu posadu od 13 časnika i 228 dočasnika i mornara, a za ljetna krstarenja se ukrcava do 150 pitomaca Pomorske akademije.
Amerigo Vespucci je u početku službe bio naoružan s četiri topa kalibra 76/30 mm i četiri strojnice, a kasnije je imao četiri topa kalibra 76/30 mm i dva protuzračna topa Bofors kalibra 40/60 mm. Nakon preinake obavljene 1984. brod je nosio četiri protuzračna topa kalibra 40/60 mm i jedan top kalibra 20/70 mm, a u međuvremenu je broj topova kalibra 40 mm smanjen na dva. Naoružanje pretežno služi u vježbovne svrhe, ali i za samoobranu, jer brod na kojemu se nalazi velik broj budućih pomorskih časnika može predstavljati zanimljiv cilj teroristima raznih ideoloških struja.
Elektronička oprema uključuje niz radara i sustava za navigaciju i ujedno za školovanje pitomaca. Brod ima dva navigacijska radara MM (SNA) SPN-748 koji rade u I opsegu, po jedan podsustav na pramcu (na košu pramčanog jarbola) i krmi te tri ponavljača radara BR 1048/D 10. Navigacijski sustav je Inmarsat (Marisat), a uključuje satelitski podsustav Navydine ESZ 4000, dva sustava Racal Decca Navigator Mk 53, jedan Racal Decca CVP 3500, jedan Loran C ML 220 i jedan satelitski navigacijski uređaj Magnavox MX 5102. Jedrenjak je opremljen i satelitskim navigacijskim sustavom (GPS) GP-73, kao i dubinomjerom SP. Komunikacijski sustavi uključuju primopredajnike u valnim duljinama MF, HF, VHF i UHF s ukupno 11 antena. Za prijam meteoroloških podataka služi telefaks Furuno Fax 143 Mk II i Furuno Fax 108 Lima, kao i uređaj Navtex XH 5150. Elektromagnetski brzinomjer PLATH rabi struju snage 115 volti i frekvencije 60 Hz, a radi u rasponu od -5 do +25 čv. Ujedno postoji i navigacijski sustav Sperry SRD 301 koji radi po Dopplerovom načelu i u rasponu od 0 do 35 čv.

### Zajednički poslužitelj
|  | Zajednički poslužitelj ima stranicu o temi Amerigo Vespucci                  |
|  | Zajednički poslužitelj ima još gradiva o temi Amerigo Vespucci (brod, 1931.) |